# Charlie jest zadowolony z siebie
Charlie jest zadowolony z siebie (oryg. Kid Auto Races at Venice, alt. tytuł: The Pest / Kid Auto Races) – amerykański film z 1914 roku w reżyserii Henry’ego Lehrmana, w którym wystąpił Charlie Chaplin; był to jego drugi film.
Był to pierwszy opublikowany film, w którym Chaplin wystąpił w roli włóczęgi (The Tramp), mimo że wcześniej rozpoczęto produkcję obrazu Charlie w hotelu (Mabel’s Strange Predicament; 6–12 stycznia), w którym Chaplin też był włóczęgą; zdjęcia do filmu Charlie jest zadowolony z siebie zrealizowano w jeden dzień (10 stycznia). Premiera tego pierwszego filmu odbyła się jednak dwa dni później.

## Opis fabuły
W filmie postać Chaplina jest kibicem podczas wyścigu pojazdów dziecięcych w dzielnicy Los Angeles, Venice. Jego bohater uparcie wchodzi w kadr kamery i przeszkadza w rozgrywanych zawodach, powodując tym frustrację publiczności i uczestników rywalizacji. Film był kręcony w trakcie Junior Vanderbilt Cup, faktycznego wyścigu. Postacie grane przez Chaplina i Lehrmana improwizują gagi w obecności rzeczywistych obserwatorów.
Kamera wyjątkowo burzy czwartą ścianę, która ukazuje drugą kamerę rejestrującą materiał (tak jakby była ona główną), by lepiej przedstawić żart. W ten sposób postać kreowana przez Chaplina wchodzi w kadr aparatu oglądanego przez widza na ekranie, a nie tej właściwej kamery nagrywającej film. Dzięki temu cała sytuacja jest widziana z perspektywy kibica. Tym samym produkcja jest jednym z pierwszych wydanych filmów, który ukazuje rejestrującą kamerę i pracującego operatora kamery.

## Wizerunek włóczęgi

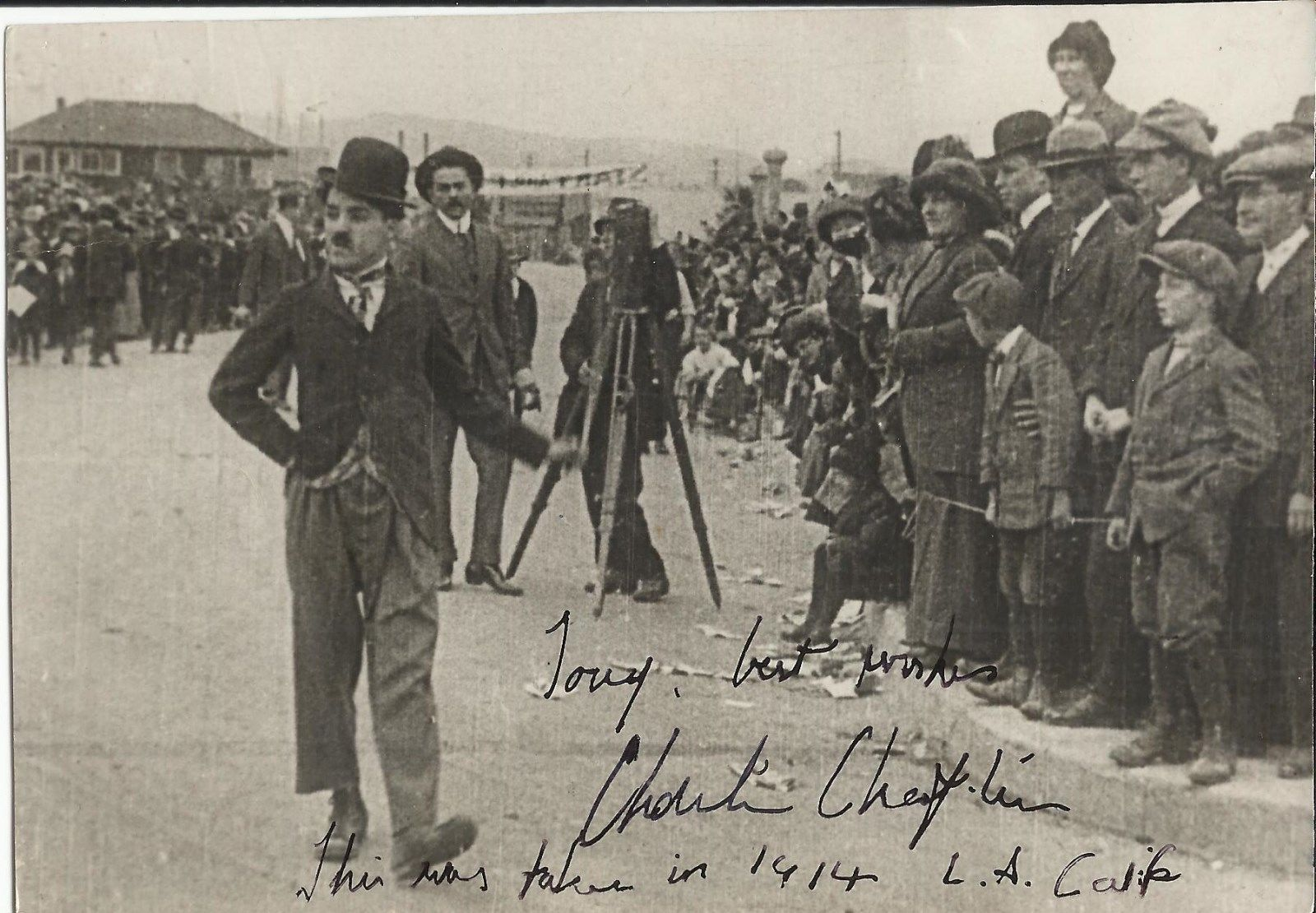
Debiut filmowy Chaplina w roli włóczęgi.

Wizerunek włóczęgi, z którym aktor i reżyser był później utożsamiany, wymyślił sam Chaplin. Aktor nie lubił swojego dziwacznego stroju dziennikarza w debiucie filmowym Aby zarobić na życie. Kiedy miał on stworzyć wzorzec dla nowej postaci, postanowił by bohater nosił workowate spodnie i za duże buty, nadając mu ostateczny kształt poprzez dodanie atrybutów w formie laseczki i melonika. Chciał by elementy stroju wzajemnie sobie zaprzeczały: luźne spodnie, ciasny płaszcz, mały kapelusz oraz duże buty.
Chaplin nie był jedynie pewien czy postać ma wyglądać staro czy młodo, ale zapamiętał oczekiwania Macka Sennetta, by kreacja przedstawiała podstarzałego człowieka. Aktor zapewnił włóczędze dodatkowo wąsik, który miał według niego dodać wieku bez ukrywania wyrażanej ekspresji. Chaplin początkowo nie miał pojęcia, jak w rzeczywistości będzie się prezentował jego bohater, jednak gdy tylko się przebrał i ucharakteryzowano go, zaczął czuć postać, którą miał zagrać.

## Obsada
źródło: 
- Charlie Chaplin – włóczęga
- Henry Lehrman – reżyser
- Frank D. Williams – kamerzysta
- Gordon Griffith – chłopiec
- Billy Jacobs – chłopiec
- Charlotte Fitzpatrick – dziewczyna
- Thelma Salter – dziewczyna[a]